# Красноколядинська загальноосвітня школа
Красноколя́динська ЗОШ І-ІІІ ступенів — навчальний заклад с. Красний Колядин Талалаївського району Чернігівської області

## Історія закладу
Перша школа у на той час містечку Красний Колядин була церковно-приходська і знаходилась у церковній сторожці.
З 1874 по 1881 під школу орендували будинок поміщиці Є. А. Тихонович. Учителькою була Олександра Фердинандівна Гагеман.
У 1881 на благодійні кошти побудували земську школу. Вона була трьохкласна. Перший клас вів один учитель, а другий і третій — інший. Учителями були Одинець Іван Іванович, потім Скороход-Левченко Віктор Іванович, за ним Лазаревська Ганна Олександрівна.
Із 1898 у школі почав працювати Бабич Євген Євгенович. Дітей було 102.
У 1901 в школі стала працювати Бабич Віра Савівна. Кількість дітей збільшилась до 120. Учились переважно хлопчики, бо статус станового козака змушував їх здобувати початкову освіту. Дівчатка ходили лиш у перший та другий класи, а далі не могли навчатись, бо батьки їх не пускали.
До школи дітей приймали у віці 9-10 років. Навчання починалося з 9 жовтня (ст. стилю), коли закінчувались польові роботи і пастухи закінчували пасти худобу. Завершувались заняття у квітні, бо розпочинались роботи в полі і худобу знову вигонили на пасовище (кожен хлопчик пас свою скотину). Лише випускний клас продовжував навчання до екзаменів. Закінчували школу переважно хлопчики, дівчаток були одиниці.
Навчання велось російською мовою. У першому класі вчили «Букварь» Тихомирова і Лубенця, у другому — «Родное слово» К.Ушинського, а в третьому — «Великие воды» Водоводова.
Навчальні предмети були такі: читання, слов‘янська мова, арифметика, закон Божий (викладав священик), статті по географії та історії, були в книзі для читання. По-слов'янськи читали Євангеліє і Часослов, які зразу ж перекладали на російську мову. Української мови зовсім не було. Іноді її називали «малорусской». Перевагу надавали арифметиці. Задачі і приклади розв‘язували на грифельних дошках, які були виготовлені з чорного аспіду (розміром 20х15 см) і вставлялись у дерев‘яні рамки. Діти писали грифелями, які давали білий колір. Неправильний розв‘язок витирався і все починали спочатку. Дошки давало Земство безкоштовно, вони зберігались у шафах. Були і зошити в три косих і в одну лінійку, але їх було обмаль.
У 1904–1905 відкрили 4-й клас, навчання в якому проводилось по підручнику «Золоте колосся». З‘явився третій учитель — це була сестра Бабич В. С. — Марія Савівна. Кількість дітей зросла до 212.
Навчальний заклад у м. Красний Колядин у 1905 році називався «Красно-Колядинское Земское начальное народное училище». Після закінчення такого училища дехто із дітей вступав в учительську або фельдшерську школу (училище), в семінарію. У гімназію дітей селян не приймали, бо вони були уже «переростками».
До 1907 кожної осені козацька старшина зганяла все село на толоку — мазати приміщення школи, яке оббивали дощі та вітри. Санітарний стан у школі був дуже складний. Коштів для догляду за приміщенням виділялось небагато. Їх не вистачало для побілки, ремонту, миття підлоги, вікон і т. д.
Після війни 1914 була страшна розруха: палива не було, підручників, паперу теж. Учителі самі мазали крейдою приміщення, топили грубки взимку, возили бочками воду. Зарплати не було ніякої. Але навчання проводили, щоб діти не бігали по вулиці і не байдикували. Батьки учнів приносили учителям їжу, хто що міг.
Настав 1917: революція, перевороти, пошуки, дискусії. Учителі беруть активну участь у житті села того часу, навчання не припинялося. Але умови роботи були дуже складні. Учителі на газетах писали своїми руками букварі та читанки. Писали на фанерних дощечках крейдою. Зарплати учителям не давали, лише на рік виділяли якусь одежину.
Важкими були і 1918–1921. Але згодом з‘явився червінець (10 крб.). Такою була зарплата учителя за місяць. Школою завідує з 1917 по 1933 Бабич В. С., яка пише у своїх спогадах:

| За Радянської влади стали завозити дрова, підручники та зошити до школи, але їх теж не вистачало на всіх учнів. |
Голіщенко Фаїна Миронівна 1917 р.н. згадує:

| Діти приносили до школи у пляшечках чорнило, зварене із червоного буряка, ручки були саморобні в багатьох учнів. Перо прив‘язували до паличок нитками. Часто писали діти на підручному папері, бо зошитів не вистачало. Навчались по 2–3 учні на один підручник. |
Після закінчення громадянської війни доросле населення, особливо жінки та дівчата зацікавилось освітою. У школі був організований лікнеп, де навчалось 90 чоловік. Навчалися вечорами. Віра Савівна писала: 
| Натрудженими руками дорослі учні невпевнено виводили перші літери. Але бажання навчатись було великим і тому вчились наполегливо. |
У 1930 у Красному Колядині, згідно з комуністичною реформою системи освіти, відкривається семирічка. На цей час учнів було 409, а вчителів 17.
Кількість учнів до 1941 зросла до 500 чоловік і створювались по три паралельні класи. Чоботи у найбідніших селян були одні на сім‘ю, або одні на всіх дітей. Тому в школу більшість з них ходили босими. Наприклад, в сім‘ї Баско Лідії Дмитрівни (1926 р.н.) були одні на двох із братом:
| Зранку я бігла до школи, а після обіду йшов до школи брат Микола. Та тільки сходив сніг і починало пригрівати сонечко, діти ходили босоніж, щоб зберегти взуття. Ноженята мерзли, поки добіжать до школи. Приходилось по дорозі присідати на лавки попід дворами і розтирати — гріти ноги. |
У вересні 1941 вдалось повчитись всього два дні. Раптово приїхав німецький комендант і почав кричати у коридорі на вчителів. Баско О. М. 1931 р.н. пригадує:

| Учні, як сполохані горобці, повискакували у відчинені вікна з ляку і частина з них більше до школи не приходила |.
Але дарма, німецька влада не закрила школу. Заняття 1-4 класів проводилось увесь час до приходу сталіністів. Освіта була очищена від комуністичної пропаганди, обов'язковим стало вивчення німецької мови (згадує Кавун П. Т.).
Не всі учні цього періоду закінчили 7 класів. Частина з них була змушена працювати. Дехто боявся ходити до школи. А потім, прогаявши час, соромився іти наздоганяти з меншими дітьми. Дівчатка віком 14-15 років влаштовувались на постійну роботу, щоб не потрапити під квоти на виїзд до Німеччини. Згадує Скороход М. П.: 
| Пішла порати телят у 15 років. А після визволення уже було соромно йти до школи, щоб закінчити 7-й клас. Дехто змушений був заміж виходити, навіть фіктивно, щоб не вивезли до Німеччини, або переховуватись під час облав. |
Після закінчення війни навчальний процес поступово нормалізувався. Директором у 1941–1946 була Голубівська Г. О.. Після неї до 1960 — Батюк Олександр Олексійович. Школа в цей час була не тільки осередком освіти, а й культури на селі. Голіщенко Ф. М. розповідає:

| Щосуботи проводились лекції, які читали учителі для односельців. Щотижня учні класом ходили на ферму чи на тракторний табір з концертом. Влітку допомагали старшокласники в колгоспі, виконуючи різні посильні роботи. |
У 1955 на подвір'ї школи було побудовано приміщення на 3 класи і Красноколядинська школа стала середньою. У ній навчалось 360 учнів і працювали 22 учителі. Школа розмістилась у 4-х приміщеннях, які були віддалені одне від одного, чим створювало великі незручності учителям.
У 1960-62 директором школи був Киричок Борис Гнатович. В 1963-65 роках школу очолювала Зуб Катерина Гаврилівна.
До навчальних планів у сільських школах було введено виробниче навчання, де старшокласники опановували професію тракториста та зоотехніка і одержували спеціальність «механізатор-тваринник».
У 1964-66 роках середня школа була одинадцятирічкою, а в 1966 році і 10 клас поряд з 11 був випускним. Приміщення школи були старі і назріла потреба в новому приміщенні, яке розпочали будувати. Учні та вчителі допомагали у будівництві. Директором школи з 1966 по 1985 був Лоцман Віталій Іванович. Центральний корпус школи був відкритий у 1968 — 69 роках. Через деякий час розпочалась робота по будівництву ще одного приміщення, де розмістились кабінети хімії, фізики, біології та математики (1974).
У 1950-60 роках учителі брали активну участь в художній самодіяльності села. Був організований драмгурток, режисер-постановник у ньому — Луценко Віра Степанівна. Активними учасниками були Костенко Т. С., Голіщенко Ф. М., Горянська О. М., Погрібний О. Т., Захарченко М. М., Сокол П. П.
З приходом у колектив Данильця В. П. був створений хор учителів, сільський хор. Вони ставили вистави на сцені сільського клубу, готували святкові концерти. Виступали не тільки в Красному Колядині, а й у навколишніх селах, а також у Ічні, Бахмачі, Талалаївці. У школі склалась така традиція: випускний клас готує концертну програму з якою виступає в навколишніх селах і заробляє собі кошти на випускний вечір.
Популярними у цей час були військово-спортивні ігри для піонерів, «Зірниця» та «Орлятко» для старшокласників. А також працював турисько-краєзнавчий гурток під керівництвом Лоцмана В. І. Нині цей гурток відновив своє існування. Ним керує Кунденко В. В. Шкільні команди брали участь у районних змаганнях з різних видів спорту і завойовували різні нагороди: кубки, грамоти, вимпели, які зберігаються в школі.
1970 при школі створена навчально-виробнича бригада з учнів старших класів, керував нею учитель трудового навчання Турчин І. В., а потім Тимошенко В. В. Діти вирощували на відведеному їм полі, кормові буряки, а також огірки-насінники, висадки столового буряка, цибулю сіянку та інші культури. У бригаді були ланки тваринників, рільників та механізаторів. Особливих успіхів вони досягли у 1982, за що були нагороджені грошовою премією (200 крб.), у 1983 — радіоприймач VEF, у 1984 — трактор МТЗ-80, у 1986 — автобус (І місце в області), у 1989 — автомобіль ГАЗ-52-Б і радіоприймач (ІІ місце в області).
З 1970 (по 2006) школа здійснювала професійну підготовку по профілю «тракториста-машиніста категорії А». У школі з 1965 по 1984 діяв консультпункт Талалаївської районної заочної школи. Завідувачами консульпункту були Лисенко Г. І. і Кунденко Є. І. Протягом його роботи одержали середню освіту десятки односельчан без відриву від виробництва.
Пришкільний інтернат для дітей із сусідніх шкіл існував з 1957 по 1992.
Учнівський та педагогічний колективи йшли в ногу з часом. Учителі були агітаторами, політінформаторами та лекторами серед односельців. «Тимурівці» допомагали вдовам та одиноким, поки не з'явились у соціальній службі сестри милосердя. Діти доглядають за братськими могилами, за пам'ятниками полеглим воїнам-односельчанам, за могилами воїнів-афганців Борщевського І. та Павленко А. та могилою революціонера Стефановича Я. В.
При школі працювали весь час різні гуртки за інтересами, а також предметні гуртки та спортивні секції. Періодично у фоє школи робились виставки робіт учнів та малюнків. Традиційним стало свято квітів у вересні місяці, на яке приходить подивитися багато односельців. Урочистим святом усього села став випускний вечір, який проводиться у Будинку культури.
У 1970-80 були створені при школі групи продовженого дня, для того, щоб учні краще виконували домашні завдання, а також були під наглядом вихователя, коли батьки працюють. Учні обідали у радгоспній їдальні. На дослідних ділянках діти працювали під керівництвом учителя біології Пархоменка І. І. Проводили різні досліди та вирощували квіти. На шкільному городі вирощувались овочі.
У кінці 1980-х при Будинку культури працював танцювальний гурток, яким керував Ковтун С. М.. З 1987 по 1991 шкільним фольклорним ансамблем керувала Любич О. П. Вони брали участь у районних та обласних оглядах. За досягнуті успіхи ансамбль нагороджувався грамотами та грошовими преміями.
До 1991 у школі діяла партійна організація, яка налічувала сім членів КПРС, працювала політшкола для вчителів та школа політосвіти для молоді села.
З 1991 у школі стали традиційними уроки народознавства, які започаткувала Кунденко Валентина Василівна вчитель української мови і літератури.
З 1985 по 1999 директором школи був Пархоменко І. І.
У 1999 директором школи став Бичок М. О.
Центральне шкільне приміщення стало руйнуватись і вже не підлягало ремонту. Тому у 1999 дирекція радгоспу «Красноколядинський», яким керував Сайко В. Г., передало в користування школи приміщення радгоспної контори, а в 2001 і приміщення гуртожитку. Школа повністю розмістилась у нових приміщеннях, запрацювала своя їдальня.
Тоді ж директор школи ініціював будівництво спортзалу в окремому приміщенні поряд із школою. До цього з 1980 спортзал знаходився у підвальному приміщенні бомбосховища Будинку культури. У школі створено краєзнавчий музей. Нині за школою закріплена ділянка землі (~10 га), де вирощується пшениця, гречка та цукровий буряк. Є також шкільний город, що забезпечує їдальню овочами.
З 2003–2004 школа працює за напрямом школа-родина, яка має назву «Дивоцвіт». Універсальний напрям роботи школи — інноваційні технології. Впроваджено в навчальний процес поглиблене вивчення інформатики та інформаційних технологій за рахунок факультативів.

## Випускники
- Бабич Ігор Анатолійович — соліст капели «Думка»;
- Бурда Іван Андрійович — художник, поет;
- Бурда Михайло Іванович — доктор математичних наук;
- Павленко Оксана Вікторівна — кандидат педагогічних наук, доцент кафедри мов і методики їх викладання в початковій школі Чернігівського національного педагогічного університету ім. Т. Г. Шевченка, поетеса, член ВТС «Конгрес літераторів України»;
- Кривенко Анатолій Васильович — керівник агропромсистеми при Міністерстві с/г;
- Любич М. А. — солістка Київського оперного театру;
- Кушвид Микола Якович — доктор математичних наук.
- Плюта Леонід Іванович — кандидат фізико-математичних наук;
- Скляр Василь Юхимович — доктор медичних наук;
- Шевчук Світлана Володимирівна — доктор філологічних наук, професор Київського педагогічного університету імені Драгоманова;

### Випускники, котрі стали директорами шкіл
Борейко М. В., Борейко Т. К., Бойко П. І., Бичок М. О., Варчак Г. М., Гриценко А. М., Жгир Й. М., Капаця І. П., Киричок Б. І., Кунденко В. М., Любич П. М., Пригара М. С., Сидоренко В. П.

## Вчителі школи[3]
- Гагеман Олександра Фердинандівна
- Одинець Іван Іванович
- Скороход-Левченко Віктор Іванович
- Лазаревська Ганна Олександрівна
- Бабич Євген Євгенович — класовод
- Бабич Віра Савівна — російська мова і література
- Бабич Марія Савівна (сестра В. С.)
- Бабич Олександра Гнатівна — класовод
- Голубівська Ганна Олексіївна — математика
- Батюк Олександр Олексійович — фізика
- Сорока Антон Петрович — українська мова і література
- Сиротін Іван Іванович — класовод
- Дорошенко Григорій Михайлович — історія
- Горянська Ольга Михайлівна — класовод
- Баско Софія Іванівна — біологія
- Баско Григорій Іванович — математика
- Рябко Катерина Леонтіївна — класовод
- Скляр Сава Семенович — фізика, математика
- Захарченко Макар Митрофанович — історія
- Закк Самуїл Ізраїльович — фізика
- Левченко Ніна Миколаївна — агрономія
- Стрілецька Галина Володимирівна — музика і співи
- Пучкова Валентина Анатоліївна — класовод
- Терещенко Катерина Терентіївна — класовод
- Лук‘яненко Марія Микитівна — історія, географія
- Шепет Борис Андрійович — фізика
- Трохименко Надія Кузьмівна — хімія. біологія
- Айвазова Любов Тимофіївна — російська мова і література
- Салогуб Ліда Петрівна — музика і співи, малювання
- Данилець Віталій Прохорович — музика і співи
- Музика Галина Петрівна — тваринництво
- Погрібний Олексій Гурович — фізкультура, військова підготовка
- Бороденко Надія Олексіївна — російська мова і література, німецька мова
- Чичкань Іван Дмитрович — фізика, креслення
- Луценко віра Степанівна — математика
- Биховець Марія Улянівна — фізика
- Голіщенко Фаїна Миронівна — іноземна мова
- Депутат Ганна Іванівна — російська мова і література
- Кавун Олександра Вікторівна — російська мова і література
- Киричок Борис Гнатович — історія, німецька мова
- Костенко Тамара Самійлівна — українська мова і література
- Кунденко Валентина Василівна — українська мова і література
- Лоцман Віталій Іванович — фізкультура, історія
- Лоцман Ганна Микитівна — хімія
- Мигаль Ганна Михайлівна — класовод
- Пустовойт Віра Сергіївна — класовод
- Сидоренко Валентина Андріївна — математика, вихователь
- Сидоренко Володимир Петрович — математика
- Сорока Віктор Антонович — класовод
- Сорока Юлія Тихонівна — математика
- Шаповал Леонід Павлович — математика
- Шаповал Віра Василівна — російська мова і література
- Тимченко Неля Кирилівна — російська мова і література
- Турчин Іван Васильович — трудове навчання
- Васильченко Галина Миколаївна — математика
- Нагнойна Валентина Миколаївна — англійська мова
- Васильченко Віра Михайлівна — бібліотекар
- Середа Ольга Іванівна — вихователь
- Рудько Надія Михайлівна — українська мова і література
- Марченко Валентина Григорівна — англійська мова
- Будьона Людмила Віталіївна — географія
- Порубай Антоніна Давидівна — історія
- Порубай Олександр Миколайович — фізика, математика
- Бойко Таїса Гнатівна — географія
- Бойко Петро Григорович — історія
- Капаця Іван Павлович — математика
- Шевченко Тетяна Віталіївна — історія
- Кукса Людмила Михайлівна — піонервожата, організатор позакласної та позашкільної виховної роботи
- Горбатко Василь Васильович — історія
- Горбатко Ліна Іванівна — історія
- Яресько Юрій Федорович — математика, інформатика
- Васильченко Галина Борисівна — англійська мова
- Бичок Микола Олексійович — фізкультура, початкова військова підготовка
- Бичок Тетяна Михайлівна — історія
- Кунденко Євдокія Іванівна — українська мова і література
- Пархоменко Іван Іларіонович — біологія
- Пархоменко Лідія Зіновіївна — географія, вихователь групи продовженого дня
- Пархоменко Валерій Іванович-географія
- Ілюшик Степан Андрійович — англійська мова
- Ілюшик Надія Володимирівна — англійська, французька мова
- Карпенко Людмила Миколаївна — фізика, математика
- Рябко Наталія Миколаївна — українська мова і література,
- Гужва Таміла Михайлівна — українська мова і література, організатор
- Гужва Руслан Васильович — хімія, фізкультура
- Кунденко Віталій Вікторович — інформатика, географія
- Павленко Наталія Василівна — класовод
- Кладкова Надія Володимирівна — класовод
- Корнієнко Ольга Вікторівна — класовод
- Ступник Наталія Вікторівна — піонервожата, класовод
- В‘язовець Галина Василівна — класовод
- Тимошенко Володимир Васильович — трудове навчання
- Тимошенко Тетяна Дмитрівна — російська мова, зарубіжна література
- Кунденко Раїса Володимирівна — класовод,
- Лисенко Наталія Анатоліївна — вихователь групи продовженого дня
- Любич Ольга Петрівна — бібліотекар
- Петрій Людмила Вікторівна — гурткова робота

## Директори школи
- Бабич Євген Євгенович (1907–1916)
- Бабич Віра Савівна (1917–1933)
- Бабич Олександр Олексійович (1934–1941)
- Голубівська Ганна Олексіївна (1943–1945)
- Батюк Олександр Олексійович (1945–1960)
- Киричок Борис Гнатович (1960–1962)
- Зуб Катерина Гаврилівна (1963–1965)
- Лоцман Віталій Іванович (1966–1985)
- Пархоменко Іван Іларіонович (1985–1999)
- Бичок Микола Олексійович (1999 — 2015)
- Сокол Едуард Миколайович (2015-по сьогодні)

## Завучі школи
- Баско Григорій Іванович
- Зуб Катерина Гаврилівна
- Батюк Олександр Олексійович
- Луценко Віра Степанівна
- Кавун Олександра Вікторівна
- Пархоменко Іван Іларіонович
- Сорока Юлія Тихонівна
- Лоцман Ганна Микитівна
- Кунденко Євдокія Іванівна
- Рябко Наталія Миколаївна
- Мироненко Микола Іванович